# نیروگاه بادی وایتلی
مزرعه بادی وایتلی بزرگترین در بریتانیا و دومین در اروپا (بعد از رومانی) است. توربین‌های بادی شرکت Siemens & Alston ظرفیت کل تولید ۵۳۹ مگاوات را دارا هستند. وایتلی توسط شرکت انرژیهای قابل تجدید اسکاتلند اداره می‌شود که خود بخشی از شرکت اسپانیایی Iberdrola است. دولت اسپانیا هدف تولید ۳۱٪ انرژی قابل تجدید تا قبل از سال ۲۰۱۱ و ۱۰۰٪ تا سال ۲۰۲۰ را دارد، که بیشتر آن از طریق توربینهای بادی انجام می‌شود.

## توضیحات
نیروگاه توربینهای بادی در ۳۰۰ متری از سطح دریا و در ۱۵ کیلومتری گلاسگو(Glasgow) بزرگترین شهر اسکاتلند با جمعیت نیم میلیون نفر در شعاع ۳۰۰ کیلومتری قرار گرفته‌است. بدین ترتیب وایتلی اولین مکان توربیتهای بادی نزدیک به مرکز شهر است. در می ۲۰۰۹ وایتلی رسماً به روی عموم توسط الکس سلموند وزیر اسکاتلند گشوده شد. قبل از تولید فاز اول برق در ژانویه ۲۰۰۸، به مدت یکسال تولید انرژی داشتند.
در می ۲۰۰۹ دولت اسکاتلند اجازه تولید بیشتر از ۱۳۰ مگاوات انرژی را به توربین‌های بادی داد که مجموع تولیدات آن به ۴۵۲ مگاوات می‌رسد. همچنین امکان رساندن ظرفیت تولید انرژی به ۱۴۰ مگاوات وجود دارد و این به وایتلی امکان تولید ۶۰۰ مگاوات انرژی قابل تجدید را می‌دهد. در ۱۹ مارس ۲۰۱۰ تیغه‌ای از توربین جدا شد که باعث وقفه عملیاتی تا زمان رفع نقص توربینها شد. به دنبال این ماجرا کیث آندرسن رئیس اجرائی انرژی‌های قابل تجدید اسکاتلند گفت: این ماجرا بسیار نادر و غیرمعمول است.
در سال ۲۰۱۱ این شرکت قراردادی با John Sick و Son Limitedو Roadbridge به عنوان پیمانکار برای بسط به وایتلی بست. در شرق وایتلی ۷۵ توربین برای افزایش ظرفیت انرژی تا ۵۳۹ مگاوات قرار داده شده‌است. توربینها در ژولای ۲۰۱۱ انتقال پیدا کردند و انتظار می‌رود که در می ۲۰۱۲ کامل گردد.

## دسترسی عمومی و مرکز دیده بانی
وایتلی با کمک مرکز دیده بانی به صورت جاذبه اکوتوریستی
درآمده‌است. مرکز دیده بانی با اتاق نمایش، رستوران، مغازه و مرکز آموزشی میزبان بازدیدکنندگان است، که از سپتامر ۲۰۰۹ رسماً به روی عموم باز شد. این مرکز همچنین راهی به طول ۹۰ کیلومتر برای دوچرخه سواری و اسب سواری تهیه کردند. این مرکز توسط گروه علمی گلسگو Glasgow اداره می‌شود و فعالیتهایی برای آموزش و گروه‌های اجتماعی را ارائه می‌دهد، همچنین به ایستگاه اختصاصی شارژ مجانی نیز مجهز است. آژانس توربینهای بادی توسط دو شرکت South Lanarkshire و Renfrewshire اداره می‌شود که برای فعالیتهای رایگان، علاقه‌مندی و دسترسی بیشتر مردم به محوطه نیروگاه فعالیت می‌کنند. این آژانس همچنین امکان دستیابی مردم به محوطه برای جمع‌آوری اعانه از طریق صندوق خیریه را فراهم کرده. این آژانس جز گروه دستیابی برنامه‌ریزی است که از مجریان نیروگاه، صاحبان زمین، سه صاحب قدرت محلی، گروه‌های اجتماعی و دیگر حزبهای علاقه‌مند تشکیل شده‌است.
در ژانویه ۲۰۱۴ پروژه ساخت مسیر کوهستانی دوچرخه در نیروگاه توربینهای باد انجام شد که در حصار با حفره‌ای است که در زمان ساخت محل به وجود آمده‌است. این پروژه‌ها توسط East Renfrewshire در حمایت از گروه وایتلی انجام شد. این مسیر توسط Phil Saxena طراح المپیک پکن ۲۰۰۸ و بازیهای 2014 Glasgow طراحی شده‌است. پروژه تقاضای عمومی مبنی بر امکانات MBT در نیروگاه را دنبال می‌کند. این ساختها در ساحل بزرگ بریتانیا این مکان را به مرکزی پیشرو تبدیل کرده‌است. این مسیر درجه‌بندی شده امکان استفاده برای دوچرخه سواران مبتدی تا حرفه‌ای را می‌دهد. مسیر علاوه برداشتن امکانات، بخشهای تکنیکی، چالشی، منطقه تفریحی و آلاچیق برای استفاده خانواده‌ها، باشگاه‌ها و مدارس نیز است. این امکانات در فضایی به وسعت ۱۲ هکتار و استفاده رایگان در هفت روز هفته است. در ژوئن ۲۰۱۲ وایتلی به اولین شرکت تولید انرژی در اسکاتلند بدل شد و به سازمان جذب بازدیدکنندگان اسکاتلند پیوست. این سازماندهی پس از اینکه ۲۵۰۰۰۰ نفر در ژوئیه ۲۰۰۹ از سایت دیدن کردند انجام شد. سازمان انرژی‌های قابل تجدید اسکاتلند گفت: ۱۰۰۰۰ دانش آموز در اردوهای مدرسه از این مکان دیدن کردند. علاوه بر این ۱۰۰۰۰۰ نفر در جاده نیروگاه پیاده‌روی یا دوچرخه سواری کردند.

## پیشرفتها
وایتلی ۷۵ توربین بادی در دست ساخت دارد که ظرفیتی معادل ۲۱۷ مگاوات یعنی انرژی لازم برای ۱۲۴۰۰۰ خانوار را تأمین می‌کند و ظرفیت تولید نیروگاه را به ۵۳۹ می‌رساند.
این پروژه از نوامر ۲۰۱۰ آغاز و از دسامر ۲۰۱۲ تا مارس ۲۰۱۳ تکمیل گردید. علاوه بر این بسط و گسترش ۴۴ کیلومتر راه را به منطقه اضافه خواهد کرد.
شرکتهای John Sickو Son Limitedو Roadbridgeبه عنوان کارفرمایان اصلی متحد گشتند و در طول ساخت، شرکت Alson Limited توربینهای بادی را برافراشت. در اوت ۲۰۱۲ شرکت انرژی اسکاتلند اعلام کرد که ۵ توربین کوچک دیگر در سمت غرب نیروگاه با ظرفیت ۱۲۸ مگاوات اضافه خواهد کرد.